# Monasterio de Sant Pol (Iglesia fortificada)
La Ermita de San Pablo, también conocida como ermita de San Pol o iglesia de San Pol, es un antiguo monasterio e iglesia fortificada de San Pol de Mar (provincia de Barcelona, España), declarada bien cultural de interés nacional.

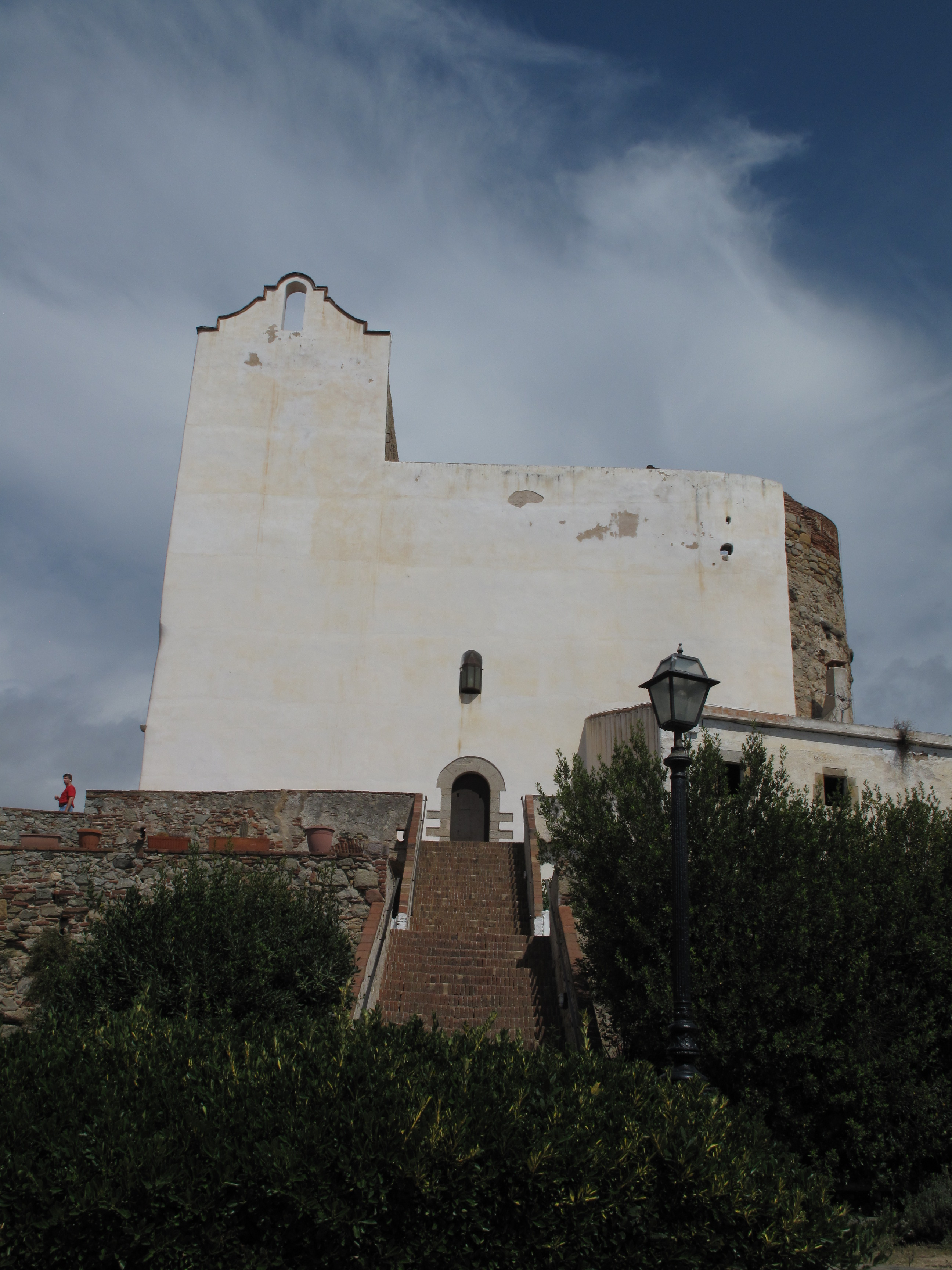
Ermita de Sant Pol

## Descripción
La ermita está situada sobre un montículo frente al mar cerca del kilómetro 664,2 de la carretera N-II y formaba parte de un antiguo monasterio. 
En la actualidad se celebra culto de manera ocasional.
El edificio es una construcción de una sola nave, cono cubierta de bóveda de cañón ligeramente apuntada y cono dos arcos formeros .El ábside tiene forma semicircular y contiene en su interior tres nichos de arco de medio punto con una ventana. En época moderna, se alargó la nave por la parte contraria al ábside de la iglesia, añadiendo una torre de planta cuadrada y rematada mediante dos espadañas, una en la esquina de mediodía y otra en el de poniente . En 1434, se sobrealzó el ábside para fortificarlo. Actualmente, todavía se pueden observar rastros de esta reforma en la parte exterior, donde un friso de arquillos ciegos indica cuál era la altura original del ábside. Las fachadas sur y oeste están enlucidas y pintadas, mientras que el resto del edificio es de piedra vista.
Bajo la iglesia hay una cripta de planta rectangular y cubierta con vuelta de cañón. Se cree que esta cámara podría ser anterior en el edificio actual y dataría de los siglos V-VII.

## Historia

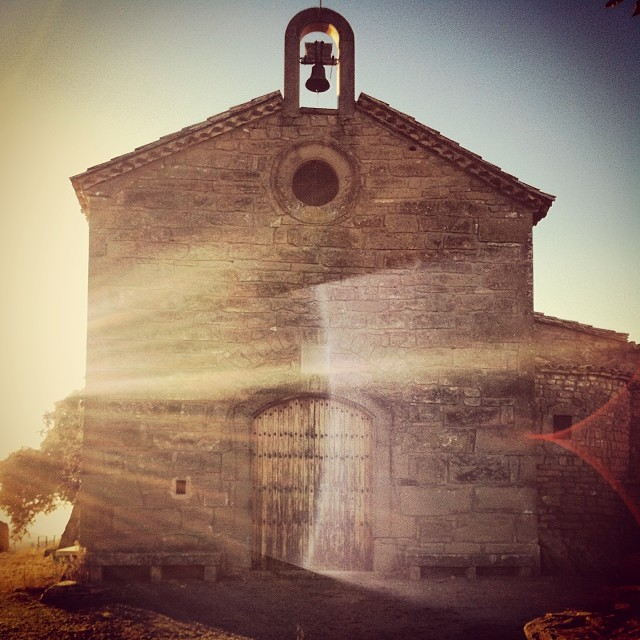
Ermita de Sant Pol

El monasterio, fundado por monjes coptos, ya existía en 955, se han encontrado documentos de este año y del 968 en los cuales el abad Sunyer obtiene un privilegio imperial del rey Lotario  del Sacro Imperio Germánico para gobernar este monasterio junto con el de San Felíu de Guixols . Cuando murió Sunyer, el monasterio de San Pol recuperó su independencia. Para entonces ya había recibido importantes donaciones de los condes de Barcelona, interesados en la repoblación de la zona 
Los ataques piratas a comienzos del siglo XI provocaron que la comunidad entrara en una fase de crisis, lo cual se vio agraviado por el hecho de no tener abad por un prolongado espacio de tiempo.
El 1048 Ermesinda de Carcasona lo cedió a Víctor de Marsella y en 1053 consta documentalmente su situación de miseria. En 1061, a consecuencia de los frecuentes ataques de piratas, fue abandonado y quedó en estado ruinoso. En 1068 Ramón Berenguer I lo cedió a los monjes de Santo Honorado de Lerins que establecieron una comunidad durante dos siglos. los monjes de Lérins fueron quienes, a finales del siglo XI, construyeron el edificio románico de San Pol
El 1263, por mediación del Vaticano, el monasterio fue vendido a Guillermo de Montgrí .que a su vez, lo cedió a la cartuja de Escaladei, aumentando, así, considerablemente el patrimonio de esta comunidad.  Los cartujos eran la única orden que permitía la autonomía del priorato respecto al monasterio, cosa que interesaba a la Inquisición por su actuación en la población de San Cipriano de Vallalta. Entonces se establecieron en sus dominios varios "pozos de lanzas" que fueron utilizados para ejecutar a los herejes que eran interrogados en el condominio de Sant Cebrià .El monasterio, regido directamente por el Vaticano, que nombraba los priores, recibió varias indulgencias y privilegios de este .
Las frecuentes desavenencias con los vizcondes de Cabrera y la imposibilidad de encontrar en este lugar la paz y la tranquilidad que buscaban los cartujanos, hicieron que el papa Benedicto XIII autorizara el 1415 la fusión de la comunidad de San Pol con el monasterio cartujo de Montalegre (Tiana). A partir de entonces, la vida al monasterio fue decayendo y el 1434 fue vendido por los cartujanos a Miquel Teulada, integrándose en la jurisdicción del vescompte de Cabrera, que lo utilizó como fortificación. Durante la guerra civil catalana del siglo XV el edificio dependió de Bertrán de Armendáriz, señor de los castillos de Palafolls y Montpalau. Bertrán apoyó a la Diputación del General y lo convirtió en fortaleza durante la primera guerra remensas, siendo un castillo improvisado dotado de bombarderos para controlar la costa en la carretera de Barcelona.
En 1714, en la guerra de Sucesión, ofreció resistencia a las tropas de Felipe V y sufrió todavía más destrozos durante la guerra de Independencia, ya comienzos del s. XIX. Durante los siglos XIX y XX el conjunto se transformó básicamente, en la actual ermita de San Pablo aunque conservó elementos de defensa como aspilleras y participó en los disturbios carlistas.
Posteriormente el monasterio fue derribado y las tierras fueron vendidas a gente de los pueblos del alrededor. El entorno de la iglesia que había ocupado el monasterio fue urbanizando y cuando se edificó la nueva iglesia parroquial en el pueblo, la ermita  de San Pol pasó a ser una capilla.

## Referencias

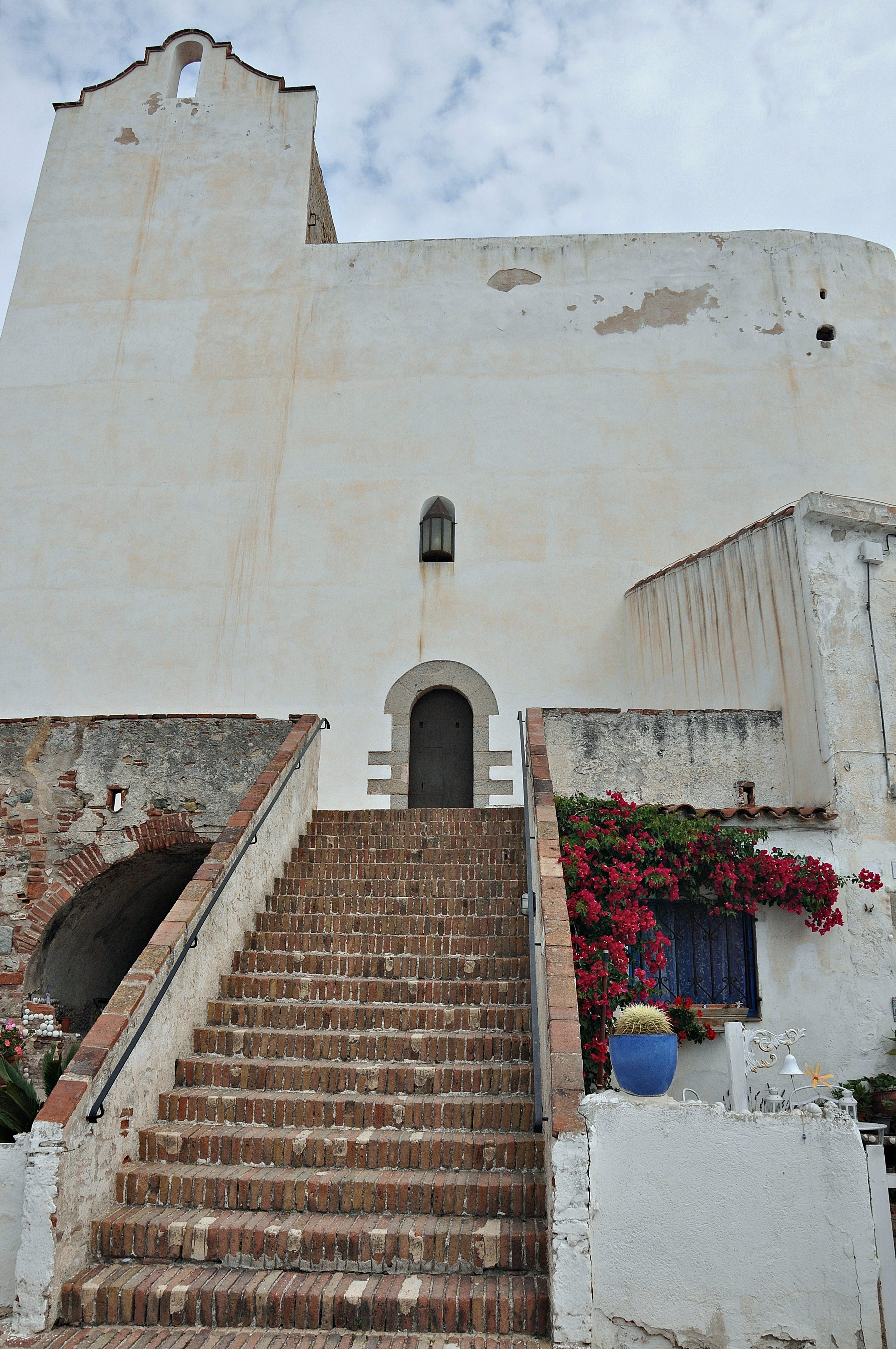
Escaleras de la ermita de Sant Pol